# 耶奥格·萨尔斯
耶奥格·奥西安·萨尔斯（Georg Ossian Sars，1837年4月20日—1927年4月9日）是一位挪威海洋生物学家。
与其父亲米凯尔一样，耶奥格也是一位海洋分类学家，为其发现的许多新物种冠名，特别是糠虾亚目和介形亚纲下的动物。